# 梅扎尼
梅扎尼（義大利語：Mezzani），是意大利艾米利亚-罗马涅大区帕尔马省索尔博洛-梅扎尼市镇的一个分区。总面积28平方公里，人口3370人，人口密度120.4人/平方公里（2009年）。ISTAT代码为034021。
2019年1月1日，梅扎尼与索尔博洛合并为新的索尔博洛-梅扎尼市镇。